# 自立支援医療 (精神通院医療)
）

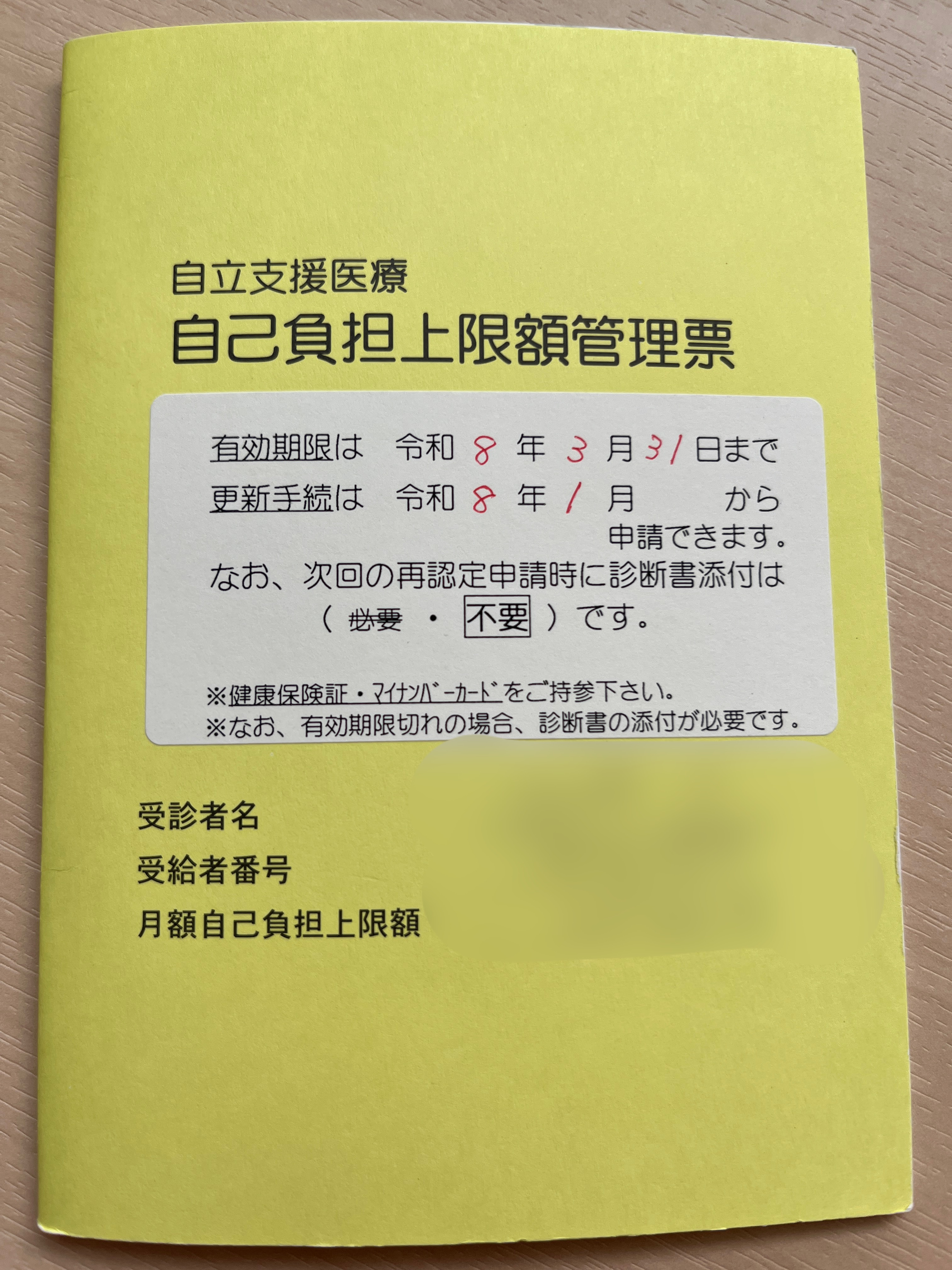
受給者証の表紙の例

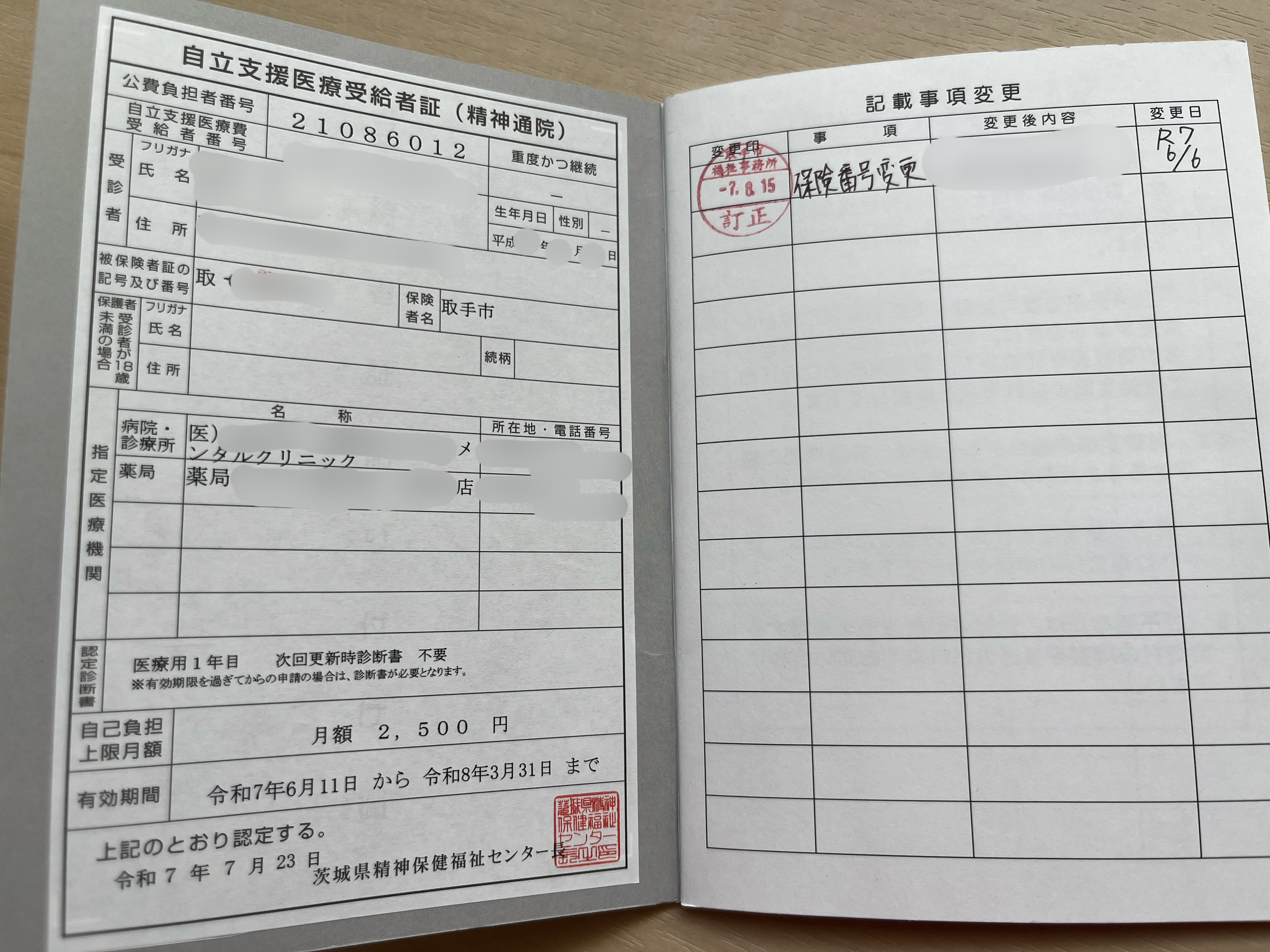
自立支援医療受給者証の中身（2025年、茨城県取手市の例

自立支援医療（精神通院医療）（じりつしえんいりょう せいしんつういんいりょう）とは、公費負担医療の一部。障害者の日常生活及び社会生活を総合的に支援するための法律に基づく。

## 制度について
都道府県または政令指定都市が指定した指定医療機関（病院・クリニック・薬局・訪問看護ステーション）で国民が医療を受ける制度。
本制度で医療を受けるには、①交付された「自立支援医療受給者証」通称・受給者証（1割支払の時）、②健康保険被保険者証、通称・保険証またはマイナンバーカード（3割支払の時）を受診の度に指定医療機関に提示する必要がある。受給者証と障害者手帳、通称・手帳は精神科の指定医療機関で所定の様式の診断書の交付を受けて（有料）、市区町村の窓口に診断書などを提出して交付手続きを行う。
受給者証の有効期限は1年で、支給要件の確認方法は受給者証に記載されている。受給者証と手帳の更新手続きは有効期限の3か月前から申請可能である。6か月以内の提起とは過去1年間に3回以内の支払と申請による制度の利用の事。
制度の実施主体は都道府県または指定都市であり、対象者は精神保健福祉法第5条に規定する統合失調症、精神作用物質による物質中毒、その他の精神疾患（てんかんを含む。）を有する者-障害者で、症状がほとんどなくても状態維持や再発防止目的の通院も対象となっている。
「重度かつ継続」の医療内容の対象となるのは以下の精神疾患がリスト内にある。
- 統合失調症
- うつ病、躁うつ病などの気分障害
- 不安障害
- アルコール、薬物などの精神作用物質による急性中毒またはその依存症
- 知的障害
- 発達障害
- 強迫性人格障害など「精神病質」
- てんかん など

医療費の軽減が受けられる医療の範囲
- 精神疾患・精神障害や、精神障害のために生じた病態に対して、病院または診療所に入院しないで行われる医療（外来、外来での投薬、デイケア、訪問看護などが含まれる）が対象となる（※精神障害のために生じた病態とは、精神障害の症状である躁状態、抑うつ状態、幻覚妄想、情動障害、行動障害、残遺状態等によって生じた病態のこと）。

医療費の自己負担
1. 医療内容が「重度かつ継続」の場合、公的医療保険で本人の3割の医療費負担を1割に軽減。
2. 利用者は毎月の自己負担額上限額がある。

## 所得区分
自己負担額上限額(所得区分)を変更する場合とは、障害等級変更をする場合の事。3級は毎月5000円。2級は毎月10000円。1級は毎月20000円。
| 所得区分     | 精神通院医療 | 重度かつ継続           |
| ------------ | ------------ | ---------------------- |
| 一定所得以上 | 対象外       | 20,000円（経過的特例） |
| 中間所得2    | 20,000円     | 10,000円               |
| 中間所得1    | 10,000円     | 5,000円                |
| 低所得2      | 5,000円      | -                      |
| 低所得1      | 2,500円      | -                      |
| 生活保護     | 0円          | -                      |

### 経過的特例の期限
「重度かつ継続の一定所得以上の者で自己負担上限額を2万円とする措置」及び「育成医療の中間所得1（市町村民税課税以上3万3千円未満）の自己負担上限額を5千円とする措置」と「育成医療の中間所得2（市町村民税3万3千円以上23万5千円未満）の自己負担上限額を1万円とする措置」の区分については、令和3年3月31日までの経過的特例となっている。
平成27年3月、令和3年（2021年）3月31日までの経過的特例の再延長が発表された。
令和6年3月には令和9年3月31日まで再延長された。

## 歴史
従前の精神科への通院医療費に対する患者負担は、精神保健及び精神障害者福祉に関する法律（精神保健福祉法）第32条の「通院医療費公費負担制度」で、本来の健康保険30%の自己負担が、この制度を利用すると、残り25%を公費負担し、患者は診療報酬全体の5%を自己負担で済んだ。地方公共団体によっては、残りの自己負担分も公金で負担し、無料であった。
第163回国会にて成立した障害者自立支援法第5条により、2006年（平成18年）4月から、精神通院医療費の全体の原則10%負担、かつ患者の世帯収入に応じた『応益負担』に変更された。